# Filipendula
Filipendula Mill., 1754 è un genere di piante erbacee nella famiglia delle Rosaceae  che cresce nelle zone temperate dell'emisfero settentrionale.
È l'unico genere della tribù Ulmarieae Lam. & DC..

## Descrizione
Le foglie possono essere raccolte in rosette o anche in posizione alternata sullo stelo e pennate. Le stipole sono presenti, relativamente grosse e dentellate.
L'inflorescenza ha forma di racemi a pannocchia. I fiori sono cinque, raramente fino a sette, ermafroditi o raramente dioicisti.
Il calice ha forma di tazza appena accennata ed è aperto in alto. I sepali sono contigui, ma non si sovrappongono. I petali sono bianchi, color crema, rosa o rossi.
Ci sono da venti a venticinque stami. I pistilli sono da cinque a quindici (raramente meno) e si trovano sulla base del calice o intorno ad un anello più in basso. I due ovuli sono attaccati appesi.
IL frutto è un achenio follicoloso con pericarpo, che non si apre e che porta un solo seme. I semi hanno solo pochissimo endosperma. Il numero cromosomico è 2n=14, 28 o 42, e si verificano regolarmente aneuploidie.

## Ecologia
Diverse specie di Filipendula vengono utilizzate come piante nutrici dalle larve di alcune famiglie di lepidotteri quali: Arctiidae, Erebidae, Gelechiidae, Geometridae, Hesperiidae, Lasiocampidae, Nepticulidae, Noctuidae, Nymphalidae, Psychidae, Saturniidae, Tortricidae.

## Distribuzione e habitat
Le specie di Filipendula si trovano nel Nordamerica orientale, in Europa, Nord Africa e in Asia fino allo Yunnan.
Crescono nei boschi e in luoghi aperti (prati), spesso su terreni umidi.

## Tassonomia
Il genere comprende le seguenti specie:

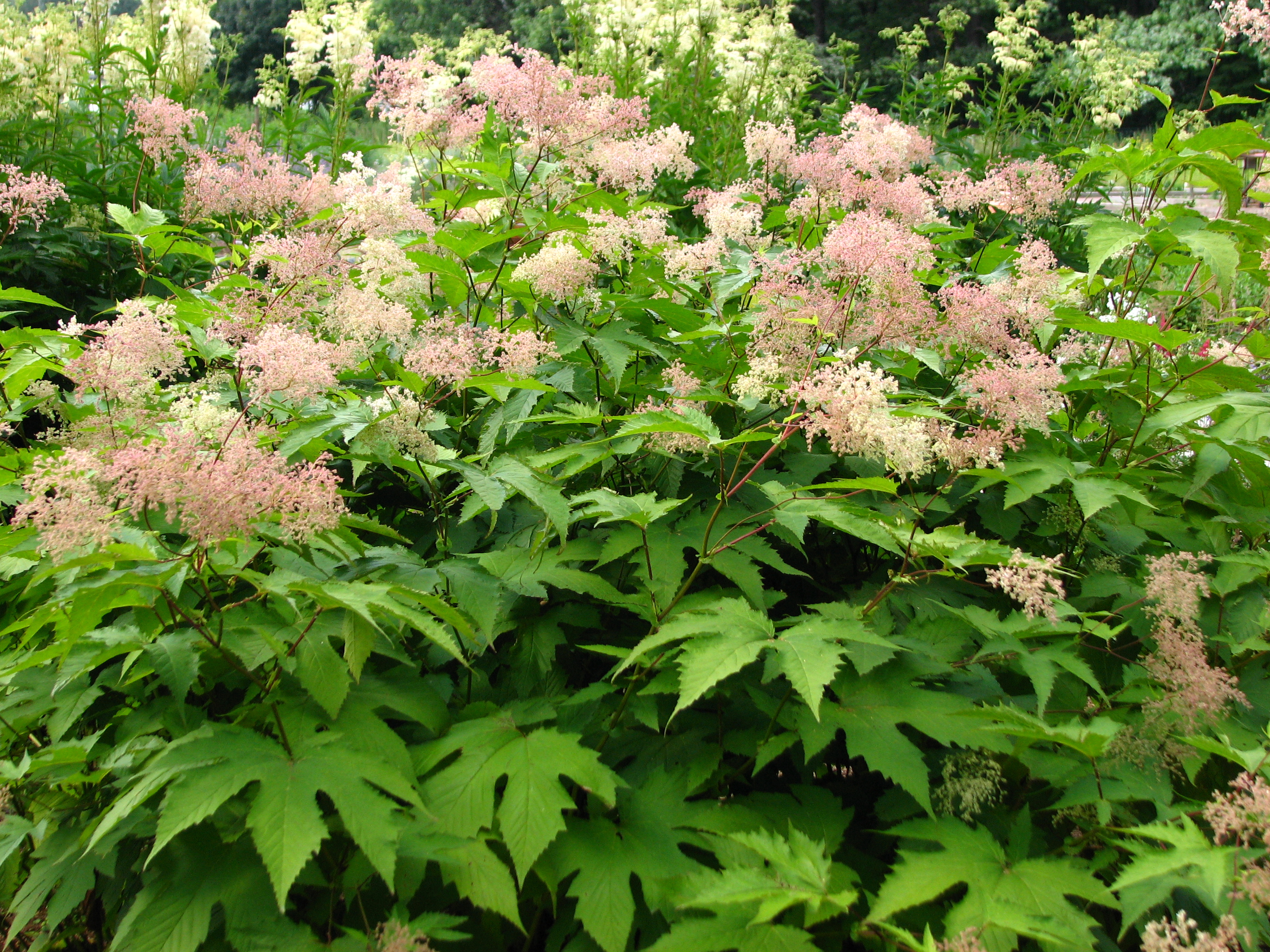
Filipendula camtschatica

- Filipendula angustiloba (Turcz. ex Fisch. & C.A.Mey.) Maxim.
- Filipendula auriculata (Ohwi) Kitam.
- Filipendula camtschatica (Pall.) Maxim.
- Filipendula digitata (Willd.) Bergmans
- Filipendula glaberrima Nakai
- Filipendula × intermedia (Glehn) Juz.
- Filipendula kiraishiensis Hayata
- Filipendula multijuga Maxim.
- Filipendula occidentalis (S.Watson) Howell
- Filipendula × purpurea Maxim.
- Filipendula rubra (Hill) B.L.Rob.
- Filipendula tsuguwoi Ohwi
- Filipendula ulmaria (L.) Maxim.
- Filipendula vestita (Wall. ex G.Don) Maxim.
- Filipendula vulgaris Moench